# Сен-Реми, Жан Лефевр де
Жан Лефевр сеньор де Сен-Реми (фр. Jean Le Fèvre de Saint-Remy, также Jean Lefebvre de Saint-Remy или Jean Charolais; 1395, Абвиль — 16 июня 1468, Брюгге) — бургундский рыцарь, хронист и гербовед. Владетель Сен-Реми, Ла-Вакри, Авена и Мориенна.
Участник и один из видных летописцев завершающего периода Столетней войны, автор «Хроники короля Франции Карла VI», или «Хроники Золотого руна». Будучи гербовым королём ордена Золотого руна (фр. Ordre de la Toison d’or), получил у современников прозвище «Золотое Руно» (фр. Jean Toison d’Or).

## Биография

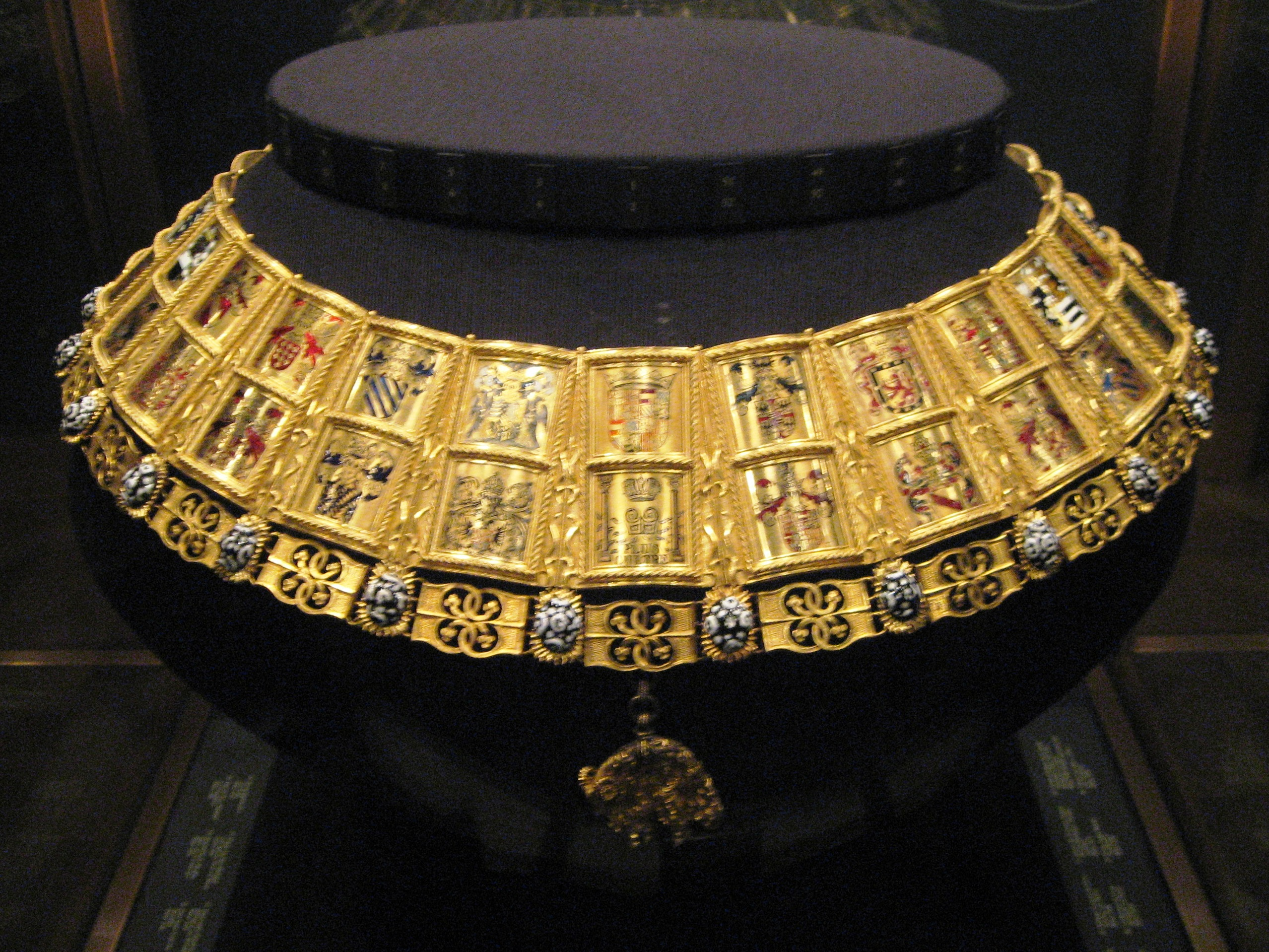
Золотая цепь герольдмейстера Ордена Золотого руна (1517)

Родился около 1395 года в Абвиле (совр. департамент Сомма). Выходец из бургундского рыцарства, с молодых лет участвовал в Столетней войне и сражался на стороне англичан в битве при Азенкуре (1415).
После учреждения в 1430 году герцогом Бургундии Филиппом Добрым ордена Золотого руна, на заседании орденского капитула в Лилле в ноябре 1431 года, был назначен герольдмейстером ордена, и вскоре приобрёл влияние при бургундском дворе.
Занимая должность советника герцога Филиппа Доброго, неоднократно участвовал в переговорах последнего с иностранными державами. Будучи признанным специалистом в области генеалогии и геральдики, выступал в качестве судьи и распорядителя на рыцарских турнирах.
Как гербовый король ордена Золотого руна, являлся членом Совета войны (фр. Conseil de guerre) Великого Совета (фр. Grand Conseil) герцогства Бургундского. Летом 1451 года участвовал в посольстве Жана де Круа в Рим, которое обсуждало с папой Николаем V подготовку крестового похода против турок.
В 1461 году послан был герцогом Филиппом в Аррас, чтобы пресечь необоснованно разгоревшуюся там охоту на ведьм.
Официальный бургундский историк Жорж Шателен в «Хронике моего времени» трогательно описывает состоявшуюся в мае 1468 года в Брюгге церемонию сложения престарелым Жаном Лефевром своих полномочий герольдмейстера, вскоре после которой, 16 июня того же года, Лефевр умер естественной смертью.

## Сочинения
Основное историческое сочинение Жана Лефевра де Сен-Реми носит название «Хроника, или Мемуары об учреждении ордена Золотого руна» (фр. Chronique ou Mémoire sur l'institution de la Toison d'Or), но, наряду с ним, нередко называется «Хроникой, или Историей короля Франции Карла VI» (фр. Chronique ou Histoire de Charles VI, roy de France). Она написана на среднефранцузском языке между 1462 и 1468 годами, излагает события начиная с 1408 года и отчасти является возобновлением хроники бургундского историка Ангеррана де Монстреле, существенно дополняя её оригинальными сведениями за период с 1428 по 1436 год.
Подобно своему младшему современнику Оливье де Ламаршу, Лефевр де Сен-Реми в прологе к своей хронике сообщает, что, принимаясь за написание воспоминаний, намеревается отправить их затем придворному хронисту «благородному оратору Жоржу Шателену», чтобы тот мог «использовать их в своих историях и хрониках». Очевидно, что он также составлял письменные отчёты для этого историографа, в частности, о капитулах ордена Золотого руна. Сочинение Лефевра, в течение долгих лет служившего герцогам Бургундским, принимавшего участие во многих походах и в качестве дипломата совершившего многочисленные поездки к иностранным государям, содержит не только важные сведения о военных и политических делах, но и интересные подробности относительно придворной жизни, военной и куртуазной культуры бургундского рыцарства. Существует гипотеза, что именно Лефевру принадлежит сохранившийся в известных рукописях хроники Шателена рассказ о подвигах знаменитого бургундского рыцаря и турнирного бойца Жака де Лалена, с которым он знаком был лично.
Перу Лефевра де Сен-Реми принадлежат также «Трактат о гербе» (фр. Traité du blason, 1463), «Трактат, касающийся вооружения» (фр. Traité touchant Le Fait D'Armorie, 1463), а также, вероятно, написанная в 1470 году «Книга деяний Жака Лалена» (фр. Le Livre des faits De Jacques Lalaing), авторство которой приписывается Жоржу Шателену, хотя ещё в 1866 году её издатель бельгийский историк-медиевист Кервин де Леттенхове нашёл в ней стилистические и языковые параллели с трудами Лефевра.
Предположительно причастен также к составлению «Большого рыцарского гербовника ордена Золотого руна» (фр. Le grand armorial équestre de la Toison d'or; 1435—1440).

## Рукописи и издания
Хроника Жана Лефевра де Сен-Реми сохранилась в нескольких рукописях XV—XVI веков, находящихся в собраниях Национальной библиотеки Франции (ms français, 5442), а также муниципальных библиотек Безансона, Булонь-сюр-Мера и Дуайе.
Впервые она опубликована была в 1663 году в Париже под редакцией и в переводе учёного клирика Жана Ле-Лабурёра. Комментированные издания хроники были выпущены в 1826 и 1838 годах историком и литературоведом Жаном Александром Бюшоном, а двухтомная академическая публикация подготовлена в 1876—1881 годах Франсуа Мораном для «Французского исторического общества».

## В художественной литературе
- Фигурирует в историческом романе французской писательницы Жюльетты Бенцони «Любовь, только любовь» (фр. Il suffit d’un amour, 1963), а также других романах её цикла о приключениях Катрин, в которых безосновательно наделён отрицательными чертами[20].

## Публикации
- Histoire de Charles VI, roy de France, escrite par les ordres et sur les memoires et les avis de Guy de Monceaux, et de Philippes de Villette, Abbez de Sainct-Denys, par un autheur contemporain religieux de leur abbaye. Contenant tous les secrets de l'estat, et du schisme de l'Eglise, avec les interests et le caractère des princes de la Chrestienté, des papes, des cardinaux, et des principaux seigneurs de France. Traduite sur le manuscrit latin tiré de la bibliotheque de M. le President de Thou par Mre J. Le Laboureur. — Volumes 1—2. — Paris: Louis Billaine, 1663. — 1044, 167, [17] p.
- Jean Lefevre (dit Toison d'Or, seigneur de Saint Rémy). Mémoires, éd. par J. A. Buchon. — Paris: Verdière; Toulouse: Carey, 1826, — 581 p. — (Collection des chroniques nationales françaises, 32–33).
- Choix de chroniques et mémoires sur l'histoire de France, avec notes et notices par J. A. Buchon. — Paris: Desrez, 1838. — xvi, 683 p. — (Panthéon littéraire. Littérature française. Histoire).
- Chronique de Jean Le Févre, seigneur de Saint-Remy. Transcrite d'un manuscrit appartenant à la Bibliothèque de Boulogne-sur-Mer et publiée pour la Société de l'Histoire de France par François Morand. — Tomes 1—2. — Paris: Renouard, 1876—1881. — viii, 402 p.; lxiii, 544 p.
- Aquarone J.-B. Un chapitre de la Chronique de Jean Lefèvre, seigneur de Saint-Rémy, relatif aux noces du roi Édouard de Portugal (1428) // Mélanges de langue et de littérature médiévales offerts à Pierre Le Gentil, professeur à la Sorbonne, par ses collègues, ses élèves et ses amis. — Paris: Société d'édition d'enseignement supérieur et Centre de documentation universitaire, 1973. — pp. 33–54.